# Sticherus oceanicus
Sticherus oceanicus är en ormbunkeart som först beskrevs av Oskar Kuhn, och fick sitt nu gällande namn av Ren-Chang Ching. Sticherus oceanicus ingår i släktet Sticherus och familjen Gleicheniaceae. Inga underarter finns listade.